# Gymnopilus penetrans
Espèce
Gymnopilus penetrans, le Gymnopile pénétrant, est une espèce de champignons basidiomycètes lignicole de la famille des Strophariaceae.

## Noms vernaculaires
- Flammule pénétrante[1]
- Flammule du sapin[2]

## Biologie
C'est un saprophyte que l'on trouve essentiellement sur du bois mort résineux sur lequel il pousse en touffes plus ou moins fournies. Il provoque sur ce bois une pourriture blanche. On peut observer son rhizomorphe mélanisé enfoncé dans le bois mort (d'où l'épithète spécifique penetrans) qui le nourrit grâce à la dégradation de la lignine qui libère des petits tannins, des bouts d'acides aminés et des sucres de cellulose par là tous assimilables par le champignon.

## Toxicité
L'amertume extrême de ce champignon issue des tanins libérés lors de la dégradation de la lignine, exclut toute idée de comestibilité. C'est d'ailleurs un puissant purgatif et un émétique violent.

## Liste des variétés
Selon MycoBank (23 janvier 2023) :
- Gymnopilus penetrans var. hybridus (Bull.) P.Roux & Guy Garcia, 2006
- Gymnopilus penetrans var. penetrans

## Systématique
Le nom correct complet (avec auteur) de ce taxon est Gymnopilus penetrans (Fr.) Murrill, 1912,.
L'espèce a été initialement classée dans le genre Agaricus sous le basionyme Agaricus penetrans Fr., 1815.
Gymnopilus penetrans a pour synonymes :
- Agaricus penetrans Fr., 1815
- Dryophila penetrans (Fr.) Quél., 1886
- Flammula penetrans var. penetrans
- Flammula penetrans (Fr.) Quél., 1872
- Fulvidula penetrans (Fr.) Singer, 1937
- Naucoria penetrans (Fr.) Henn., 1898

## Publication originale
- (en) William A. Murrill, « The Agaricaceae of the Pacific Coast: II », Mycologia, Mycological Society of America (d), NYBG et Taylor & Francis, vol. 4, no 5,‎ septembre 1912, p. 231 (ISSN 0027-5514 et 1557-2536, OCLC 1640733, DOI 10.1080/00275514.1912.12017913, JSTOR 3753448, lire en ligne).